# Reino Franco
O Reino Franco, Reino dos Francos (em latim: Regnum Francorum) ou Frância foi o território habitado e governado pelos francos na Antiguidade Tardia e Alta Idade Média.

## Nome
A tradição de se dividirem patrimônios entre irmãos resultou em que a coroa franca era nominalmente governada como uma politica subdividida em vários regna (reinos ou sub-reinos). A geografia e número de sub-reinos variou através do tempo, mas o termo particular Frância referia-se geralmente apenas a um regnum, o da Austrásia, centrado entre o Reno e o Mosa. Com menos frequência, o nome se referia à Nêustria, a norte do Loire e a oeste do Sena.
Fatalmente, o uso singular do nome "Frância" se voltou a Paris e à região do Sena que a circunda, que ainda hoje tem o nome de Ilha-de-França. A própria França ainda hoje se chama Francia em espanhol, Frankreich em alemão e Frankrijk em holandês.
Já quanto à etimologia, o nome dos francos se deriva de uma confederação tribal germânica formada no século III. Tradicionalmente se assume que o nome deste povo deriva-se da palavra germânica para a frâmea (como no inglês antigo franca ou no nórdico antigo frakka, latinizado francisca). Palavras em outras línguas germânicas significando "bravo" (como no holandês médio vrac, inglês antigo frǣc, norueguês antigo frakkr). Feroces (em latim: ferozes) era um termo frequentemente utilizado para se falar dos francos.

## História

### Fundação do reino franco
Entre 355 e 358, o imperador Juliano novamente encontrou as linhas de navegação no Reino sob controle dos Francos e novamente os apaziguou. Roma concedeu uma parte considerável da Gália Belga aos francos. Dessa época em diante eles se tornaram federados do Império Romano. Uma região em linhas gerais correspondente a Flandres (Bélgica) e à Holanda actuais ao sul dos rios permanece como de fala germânica até hoje (a língua germânica ocidental conhecida como neerlandesa). Os francos tornaram-se portanto os primeiros povos germânicos a estabelecer-se de maneira permanente no território romano.
Das suas terras centrais, os francos gradualmente conquistaram a maior parte da Roma gaulesa ao norte do vale do rio Loire e a leste da Aquitânia visigoda. De início eles ajudaram a proteger as fronteiras como aliados; quando uma grande invasão composta na sua maior parte de tribos germânicas orientais cruzou o Reno em 406, os francos lutaram contra esses invasores. A maior investida da invasão passou ao sul do rio Loire. Na região de Paris, o controle romano persistiu até 486, uma década depois da queda dos imperadores de Ravena, em parte devido às alianças com os francos.
O primeiro rei, finalmente, foi Clóvis I, rei dos francos sálios desde 481 e convertido ao cristianismo e coroado em 496.

### Os merovíngios
Os personagens que precedem o inicio da dinastia merovíngia parecem um pouco lendários, carecem de boas fontes que comprovam sua historicidade, fazendo-os parecer mais mito que fato. Alguns personagens exemplificam isto, como Faramundo e seu neto, o semi-lendário Meroveu, homem ao qual é atribuído o inicio da dinastia merovíngia.
 Após Meroveu, quem o sucedeu foi seu filho, o Quilderico I, cuja tumba foi encontrada em 1653, com objetos que comprovavam que ele foi de fato rei.
O filho de Quilderico I, o famoso Clóvis, foi seu sucessor e se tornou um personagem de de extrema importância na historia da França. Como apontado pelas obras de Gregório de Tours (Obras que se tornaram a principal fonte contemporânea da história merovíngia.) Clóvis participou de um campanha que consolidou territórios francos na Gália e na Renânia em 486. Pouco após de casar-se com a princesa burgúndia Clotilde, Clóvis firmou uma aliança com os burgúndios, fazendo possível ele enfrentar os visigodos e ser responsável, no ano de 507, pela morte de Alarico II e a derrota os visigodos expandindo seu território para o oeste, tornando-o primeiro rei do que se tornaria, no futuro, a França.
Devido a estímulos de sua esposa, Clóvis se opôs ao Arianismo e se converteu ao catolicismo, medida que resultou num fortalecimento da relação entre os súditos romanos e os conquistadores germânicos mas também enfraqueceu a relação com alguns nobres francos que permaneciam pagãos.
A estabilidade, no entanto, não figurou como parte do cotidiano da era merovíngia, com o avanço do sistema feudal e retração do comércio a vida cívica foi se tornando mais difícil, o que levou a uma sociedade mais e mais localizada e fragmentada baseada em vilas auto-suficientes que duraram até a Guerra dos Cem Anos. O conhecimento da leitura e escrita foi preservado praticamente apenas nas igrejas e mosteiros, com os monges que transcreviam e copiavam textos.
Os chefes merovíngios aderiram à prática germânica de dividir a terra entre os seus filhos, fazendo que com a morte de Clóvis I em 511 em Paris, seu reino inteiro fosse dividido em quatro partes para seus quatro filhos Teodorico, Clodomiro, Quildeberto e Clotário.
A área franca se expandiu ainda mais sob os filhos de Clóvis, com o tempo cobrindo a maior parte da França atual, mas incluindo áreas a leste do rio Reno também, como a Alamânia (hoje sudoeste da Alemanha) e Turíngia (a partir de 531). A Saxônia, no entanto, permaneceu fora do reino franco até ser conquistada por Carlos Magno séculos mais tarde.
Depois da reunificação temporária dos reinos separados sob Clotário I, as terras francas foram divididas novamente em 561 em Nêustria, Austrásia, e Borgonha, que haviam sido absorvidas pelos reinos francos por meio de uma combinação de casamentos políticos e força dos exércitos.
A Neustria, continuou sendo o velho território dos francos sálios e manteve sua antiga extensão até o século VIII. Somente após morte de Carlos Martel, com a divisão do reino entre seus irmãos, ela seria desmembrada até praticamente deixar de existir na década de 760.
A região da Borgonha nasceu do antigo reino dos Burgundios e se uniu a Austrásia a partir de 584, esta união chegou a se firmar definitivamente apenas em 613.
No final do século VI a Austrásia se tornou parte essencial do reino e base de uma conquista dos principados germânicos, a terra dos frísios, alamanos e dos francônios. Até o surgimento da ameaça normanda, no século IX, a Austrásia demonstra seu caráter central no reino Franco devidos a sucessivas conquistas dos territórios germânicos.
Em cada reino franco o mordomo do palácio servia como superintendente do estado. Uma série de mortes prematuras começando com a de Dagoberto I em 639 levou a uma série de reis menores de idade. Por volta do virar do século VIII, isso permitiu aos mordomos austrasianos consolidar o poder em sua própria regência hereditária, estabelecendo a fundação para uma nova dinastia: seus descendentes, os Carolíngios.

### Os carolíngios
O reinado dos carolíngios começa tradicionalmente com a deposição do último rei merovíngio, com consentimento papal, e ascensão em 751 de Pepino, o Breve, pai de Carlos Magno.
Pepino reinou como um rei eleito. Embora tais eleições ocorressem raramente, uma regra geral da lei germânica declarava que o rei dependia do apoio de homens líderes. Esses homens reservavam o direito de escolher um novo líder se eles sentissem que o velho não podia liderá-los numa batalha proveitosa. Embora mais tarde na França o reinado tenha se tornado hereditário, os reis do Sacro Império Romano-Germânico provaram-se incapazes de abolir a tradição eleitoral e continuaram como reis eleitos até o término formal do império em 1806.
Pepino solidificou sua posição em 754 ao entrar numa aliança com o  Papa Estêvão II, que apresentou ao rei dos francos uma cópia da forjada "doação de Constantino" em Paris e numa magnífica cerimônia na Basílica de Saint-Denis ungiu o rei e sua família e os declarou patricius Romanorum ("protetores dos romanos"). No ano seguinte, Pepino cumpriu sua promessa ao papa e recuperou o Exarcado de Ravena, que havia caído recentemente nas mãos dos lombardos, e o devolveu, não para o imperador bizantino de novo, mas para o papado. Pepino doou as áreas reconquistadas em volta de Roma para o Papa, traçando a fundação para os estados papais na "doação de Pepino" que ele colocou sobre o túmulo de São Pedro. O papado teve bons motivos para esperar que a monarquia franca refeita iria prover uma base de poder deferente (potestas) na criação de uma nova ordem mundial, centrada no Papa.
Com a morte de Pepino em 768, seus filhos Carlos e Carlomano, mais uma vez dividiram o reino entre si. No entanto, Carlomano retirou-se para um mosteiro e morreu pouco depois, deixando o reino todo para seu irmão, que mais tarde se tornou conhecido como Carlos Magno (em alemão Karl, der Große, em francês Charlemagne), uma figura poderosa, inteligente e modestamente letrada que se tornou uma lenda para história posterior tanto da França quanto da Alemanha. Carlos Magno restaurou uma balança de igualdade entre o imperador e o papa.
De 772 em diante, Carlos Magno derrotou os saxões, anexando seu território ao reino franco. Esta campanha transformou a conversão forçada de povos vizinhos em prática comum entre governantes cristãos não-romanos. Missionários católicos de origem franca, junto com outros da Irlanda e Inglaterra anglo-saxã, entraram em terras saxãs desde meados do século VIII, aumentando os conflitos com os Saxões que resistiam aos esforços missionários e incursões militares. O principal adversário de Carlos Magno pelo lado saxão, Viduquindo, aceitou o batismo em 785 como parte de um acordo de paz, porém outros líderes saxões continuaram a resistir. Com sua vitória em Verden no ano de 787, Carlos ordenou o extermínio de milhares de prisioneiros saxões pagãos. Depois de diversas revoltas, os saxões sofreram sua derrota definitiva em 804. Isso ampliou o domínio Franco em direção ao leste até o rio Elba, feito que o Império Romano tentou apenas uma vez, sendo derrotado na Batalha da Floresta de Teutoburgo (9 a.C.). Para melhor cristianizar os saxões, Carlos fundou diversas dioceses, entre as quais a de Brema, Munique, Paderborn, e Osnabruque.
Paralelamente (773–774), Carlos conquistou os lombardos e incluiu o norte da península Itálica em sua esfera de influência. Ele renovou a doação do Vaticano e prometeu ao papado a continuidade da proteção franca.

Divisão do reino de Carlos Magno após a morte de seu sucessor, Luís, o Pio pelo Tratado de Verdun o dividiu entre seus netos: os francos centrais, governados por Lotário (rosa), os francos orientais, governados por Luís, o Germânico (verde), e Carlos, o Calvo, líder dos francos ocidentais (vermelho)

Em 788, Tassilo, duque da Baviera rebelou-se contra Carlos que esmagou a revolta e incorporou a Baviera ao seu reino. Isso não apenas ampliou a sua influência como reduziu drasticamente o poder dos Agilolfingos (família de Tassilo), outro clã importante entre os Francos e potenciais rivais. Até 796, Carlos continuou a expandir seu reinado na direção do sudoeste, chegando a atual Áustria e partes da Croácia.
Carlos estabeleceu um domínio que ia dos Pirenéus a sudoeste (depois de 795 incluiu uma área do Norte da Península Ibérica, a chamada Marca Hispânica), incluía quase toda a França de hoje (mas não a Bretanha) e avançava para o leste sobre quase todo o território da moderna Alemanha, incluindo o norte da península Itálica e o que hoje é a Áustria. Na hierarquia da Igreja, bispos e abades procuravam apoio no palácio real. Carlos emergia como o grande líder da cristandade ocidental .
No dia do Natal, em 800, o Papa Leão III coroou Carlos como "imperador dos romanos" em Roma numa cerimônia apresentada como se fosse uma surpresa (Carlos Magno não desejava ficar em dívida com o bispo de Roma), uma jogada papal adicional numa série de gestos simbólicos que vinham definindo os papéis mútuos da auctoritas papal e da potestas imperial. Embora Carlos Magno, em respeito ao ultraje bizantino, preferiu o título "Imperador, rei dos francos e dos lombardos", a cerimônia reconheceu formalmente o império franco como sucessor do romano (ocidental) (embora apenas a "doação" forjada dava ao papa autoridade política para fazer isso). Depois de um protesto inicial quanto a usurpação, em 812, o imperador bizantino Miguel I Rangabe reconheceu Carlos Magno como co-imperador. A coroação deu a legitimidade a primazia carolíngia entre os francos. Os otonianos mais tarde ressuscitaram essa conexão em 962.
Com a morte de Carlos Magno em 28 de janeiro de 814 em Aachen, ele foi enterrado em sua própria Capela do Palácio em Aachen.
Carlos Magno teve vários filhos, mas apenas um sobreviveu a ele. Esse filho, Luís, o Pio, sucedeu ao pai como governante de um império unido. Mas a herança total permaneceu uma questão de acaso, em vez de intenção. Quando Luís morreu em 840, os carolíngios aderiram ao costume de partilhar a herança, e o Tratado de Verdun em 843 dividiu o império em três, pondo fim a quase quatro séculos de unidade franca:
1. O filho sobrevivente mais velho de Luís, Lotário I se tornou imperador e governante dos francos centrais. Seus três filhos por sua vez dividiram esse reino entre eles em Lotaríngia, Borgonha e Itália (do norte). Essas áreas iriam mais tarde desaparecer como reinos separados;
2. Seu segundo filho, Luís, o Germano, se tornou rei dos francos orientais. Essa área formou  o núcleo do  mais tarde Sacro Império Romano-Germânico, que eventualmente evoluiu para se tornar a Alemanha moderna. Para uma lista de sucessores, veja a lista de monarcas da Alemanha;
3. Seu terceiro filho Carlos, o Calvo se tornou rei dos francos ocidentais; essa área se tornou a fundação da França. Para seus sucessores, veja a lista de monarcas da França.

## Legado histórico
Embora tenha sido um acidente histórico, a unificação da maior parte do que é agora a Europa Ocidental e Central sob um único soberano proporcionou um terreno fértil para a continuação do que é agora conhecido como a Renascença carolíngia. Apesar das mortíferas campanhas militares quase constantes que o império carolíngio suportou, a extensão do reino franco e do cristianismo romano sob uma área tão grande proporcionou a unidade fundamental por todo o império. Cada parte do império carolíngio desenvolveu-se de forma diferente; o governo e cultura franca dependiam muito dos regentes individuais e seus objetivos. Esses objetivos mudaram de maneira tão fácil quanto as mutáveis alianças políticas entre as famílias líderes francas. No entanto, essas famílias, incluindo os carolíngios, todas compartilhavam das mesmas crenças e ideias de governo básicas. Essas ideias e crenças tinham suas raízes em antecedentes que se baseavam tanto na tradição romana quanto na germânica, uma tradição que começou antes da ascensão carolíngia e continuou até certo ponto mesmo depois da morte de Luís, o Pio e seus filhos.
Quando os historiadores modernos (do final do século XVIII em diante) remontam a um exemplo de Europa unificada, eles se voltam ao império carolíngio e não ao Império Romano. Se o império carolíngio durou (ou, pode-se dizer, se ele sequer existiu como império "propriamente dito") num sentido geográfico ou político não tem influência substancial nessa visão. O modelo de vários reinos individuais (ou regna, para lhe dar os nomes corretos) sob um regente ressoa de maneira clara hoje. Pode-se argumentar que as divisões de Verdun ainda forneceram as fronteiras gerais da Alemanha, França e Itália, mas dificilmente alguém pode supor que elas proporcionaram qualquer tipo de divisão cultural. Elas não podem dividir o legado germânico-romano cristão começado pelos carolíngios.
Com a morte de Carlos Magno, em 814 d.C., o poder imperial franco foi perdendo aos poucos, o que havia conseguido de centralização governamental. Luís, o Piedoso, o único dos três filhos de Carlos Magno que sobreviveu à morte do pai, governou por 26 anos, sofrendo forte intervenção da Igreja. A sucessão de seu governo foi marcada por sérios conflitos políticos entre seus filhos. Os conflitos só cessariam em 843 com a assinatura do Tratado de Verdun, que dividiu o antigo Império Carolíngio (que um dia fora tão grande quanto o Império Bizantino) entre os três netos de Carlos Magno.
A divisão do Império levou também a uma divisão do poder, em que a antiga figura do rei tinha cada vez menos importância. O poder e a autoridade sobre os francos, neste novo mundo dividido, passaria a ser exercido muito mais pelos senhores feudais nas diferentes partes do antigo império, do que por um poder governamental central. Nesse processo, a partir de 870, a parte norte da Lotaríngia foi anexada aos territórios correspondentes à França e à Germânia, a parte sul subdividiu-se nas mãos de nobres que assumiram o poder local. Já na Germânia, o predomínio carolíngio encerrou-se em 911, quando o duque da saxônia assumiu o poder. Finalmente o território da atual França, a dinastia carolíngia foi derrubada por Hugo Capeto, o conde de Paris, em 987.
Na realidade, o território franco não era uma unidade, mas uma pluralidade de condados mantidos e controlados pela autoridade real. A prática de ceder terras e privilégios políticos aos nobres, em troca de serviços, resultava em um enfraquecimento do poder do soberano. Assim, a unidade atingida pelo império era mais simbólica do que política ou administrativa.